# Elwira Ramilewna Chassjanowa

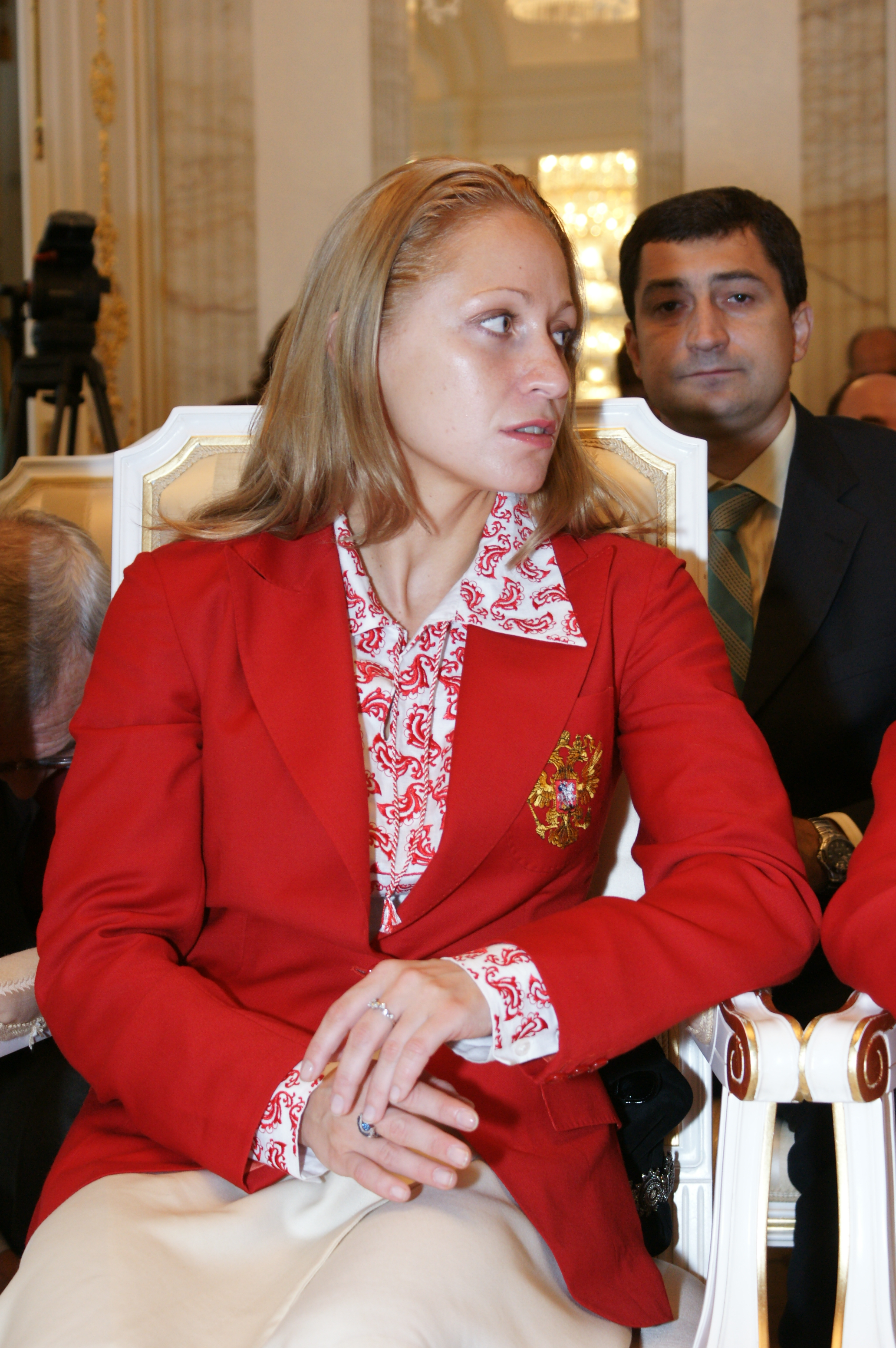
Elwira Chasjanowa (2008)

Elwira Ramilewna Chasjanowa (russisch Эльвира Рамильевна Хасянова; * 28. Mai 1981 in Moskau, alternativ auch Elvira Khassianova transkribiert) ist eine russische Synchronschwimmerin und mehrfache Europameisterin, Weltmeisterin und Olympiasiegerin im Teamsynchronschwimmen in der Disziplin Freie Kür.
Chasjanowa gewann Goldmedaillen bei den Schwimmeuropameisterschaften 2002, 2004, 2006 und 2010 sowie bei den Weltmeisterschaften 2001, 2003, 2005 und 2007 im Teamsynchronschwimmen in der Disziplin Freie Kür. Schließlich errang sie noch zweimal Gold bei den Olympischen Sommerspielen 2004 und 2008 im Teamsynchronschwimmen in der Disziplin Freie Kür.

## Erfolge
- Gold bei Europameisterschaften:
  - Europameisterschaft 2002
  - Europameisterschaft 2004
  - Europameisterschaft 2006
  - Europameisterschaft 2010
- Gold bei Weltmeisterschaften:
  - Weltmeisterschaften 2001
  - Weltmeisterschaften 2003
  - Weltmeisterschaften 2005
  - Weltmeisterschaften 2007
  - Weltmeisterschaften 2011
- Gold bei Olympischen Spielen:
  - Olympische Spiele 2004
  - Olympische Spiele 2008[1]
  - Olympische Spiele 2012